# Wyssokyj
Wyssokyj (ukrainisch Високий; russisch Высокий Wyssoki) ist eine Siedlung städtischen Typs in der Ukraine mit etwa 10.000 Einwohnern (2019).
Wyssokyj erhielt 1938 den Status einer Siedlung städtischen Typs.

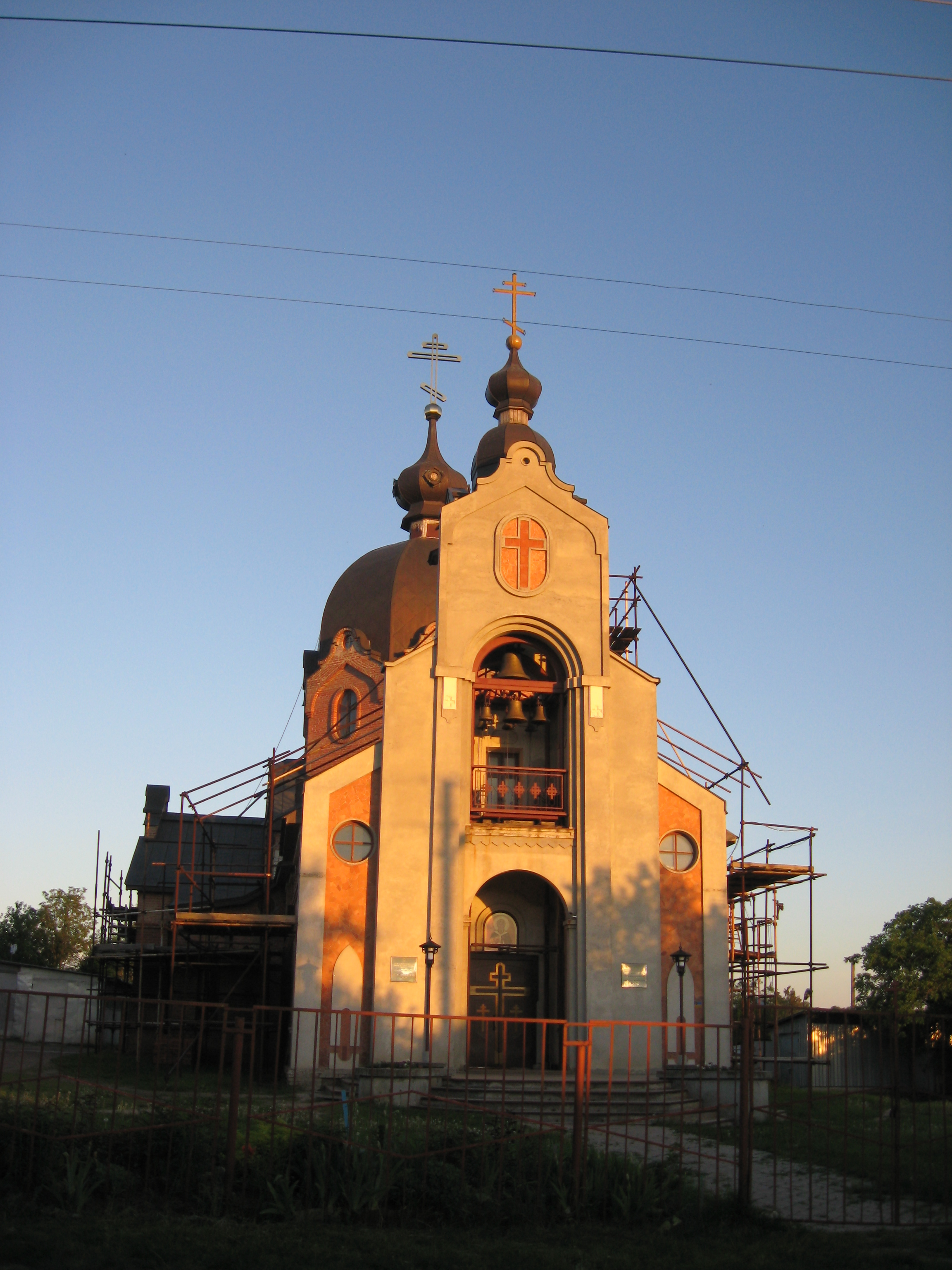
Kirche im Ort

## Geographie
Wyssokyj ist ein Nachbarort von Piwdenne und liegt an den Fernstraßen M 03 und M 18 20 km südwestlich vom Oblastzentrum Charkiw.

## Verwaltungsgliederung
Am 12. Juni 2020 wurde die Siedlung zum Zentrum der neugegründeten Siedlungsgemeinde Wyssokyj (Височанська селищна громада / Wyssotschanska selyschtschna hromada). Zu dieser zählen auch die Siedlungen städtischen Typs Babaji und Pokotyliwka, das Dorf Rschawez sowie die zwei Ansiedlungen Nowa Beresiwka und Satyschne; bis dahin bildete die Siedlung zusammen mit dem Dorf Nowa Beresiwka die gleichnamige Siedlungratsgemeinde Wyssokyj (Височанська селищна рада / Wyssotschanska selyschtschna rada) im Süden des Rajons Charkiw.
Folgende Orte sind neben dem Hauptort Wyssokyj Teil der Gemeinde:
| Name                     | Name           | Name                               |
| ukrainisch transkribiert | ukrainisch     | russisch                           |
| ------------------------ | -------------- | ---------------------------------- |
| Babaji                   | Бабаї          | Бабаи (Babai)                      |
| Nowa Beresiwka           | Нова Березівка | Новая Березовка (Nowaja Beresowka) |
| Pokotyliwka              | Покотилівка    | Покотиловка (Pokotilowka)          |
| Rschawez                 | Ржавець        | Ржавец                             |
| Satyschne                | Затишне        | Затишное (Satischnoje)             |